# Paul Maïk
Paul Maïk, né le 24 janvier 1894 à Łódź et mort le 15 septembre 1985 à Paris, est un peintre français d'origine polonaise.

## Biographie
Fils de Wojek Maïk et Josefa Kwiatkowska. Paul Maïk émigre en France en 1913 sur les conseils de son frère Bernard, violoniste de renom, dans le but d’étudier le dessin et la peinture.

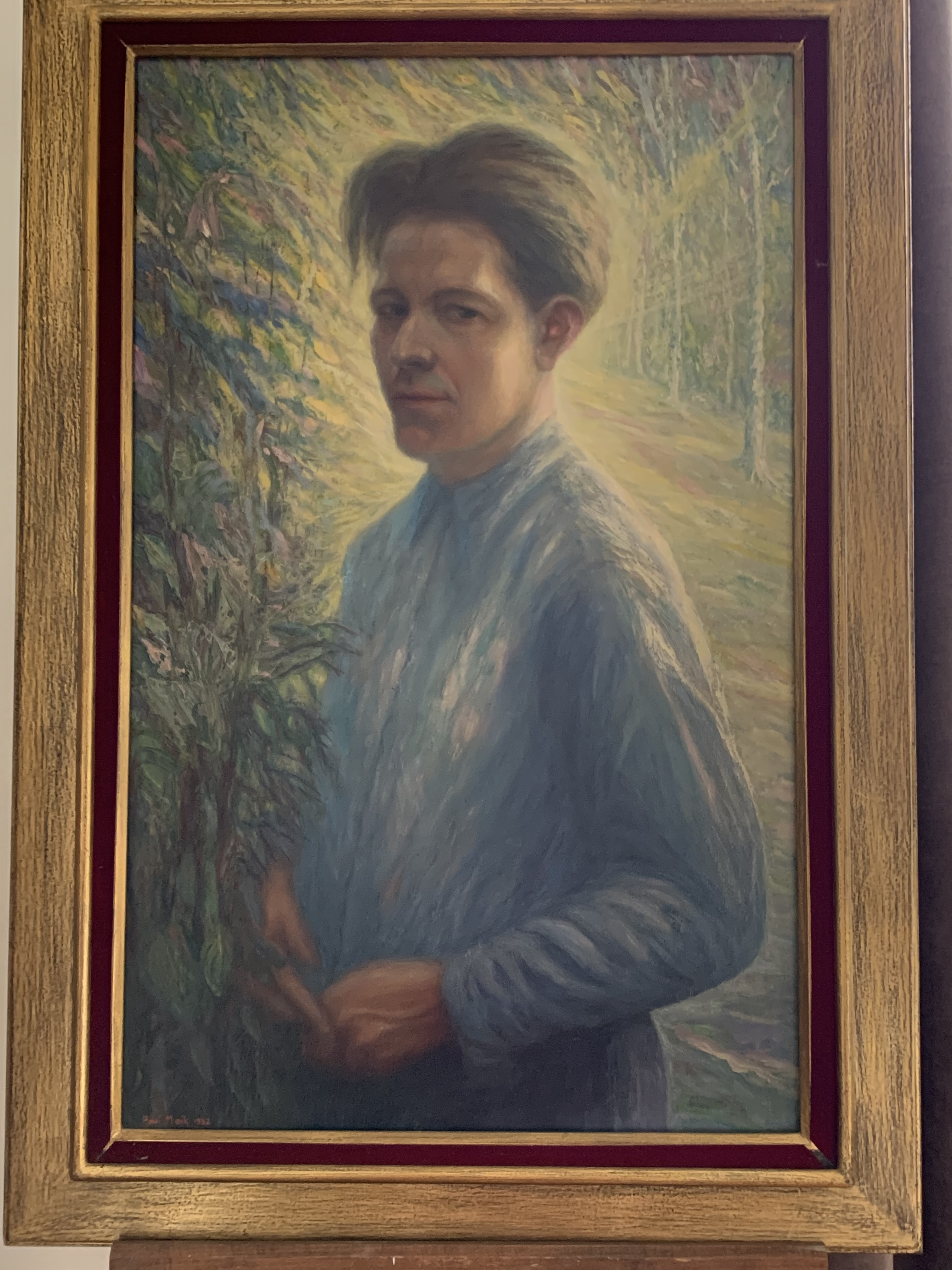
Autoportrait, 1932, huile sur bois

Dès son arrivée à Paris, il entreprend des études à l’École nationale des beaux-arts où il fréquente pendant trois ans l’atelier du portraitiste académique François Flameng. Fasciné par les maîtres anciens, Maïk devient un visiteur assidu du Louvre. Il s’installe à La Ruche. où il côtoie les artistes de Montparnasse (Soutine, Kisling, Kikoïne, Léger, Chagall, Krémègne, Gromaire, Foujita, Lipsitz, etc.) au sein de la première école de Paris. Il épouse en 1926 Lucienne Eugénie Dobbelaere, avec qui il a une fille.
Paul Maïk travaille comme dessinateur industriel pour gagner sa vie tout en continuant de peindre et d’exposer, notamment au Salon des surindépendants, et à la galerie Marcel-Lenoir. 
Très influencé au début de sa carrière par les impressionnistes, en particulier par Renoir, Maïk a d’abord peint, dans une palette riche et lumineuse, nombre de paysages et de natures mortes ainsi que des portraits. Puis, dans le milieu des années 1950, son art évolue progressivement vers des thèmes laissant une part plus importante à l’imaginaire, naviguant entre figuratif et onirisme ; il use alors de coloris vifs toujours chargés de lumière, mélange les techniques – huile, encre, glacis – et donne à ses toiles un rendu lissé à la fois léger et dense en couleurs.
Promeneur infatigable, amoureux de la nature, Maïk arpente les chemins de la côte d’Azur, de Saint-Tropez – où il vient rendre visite pendant l’été à ses petites-filles – à Ramatuelle, Grimaud et Cogolin. De ces longues promenades, il rapporte des dessins à l’encre rehaussés de gouache qui transcrivent la gaité des paysages provençaux.

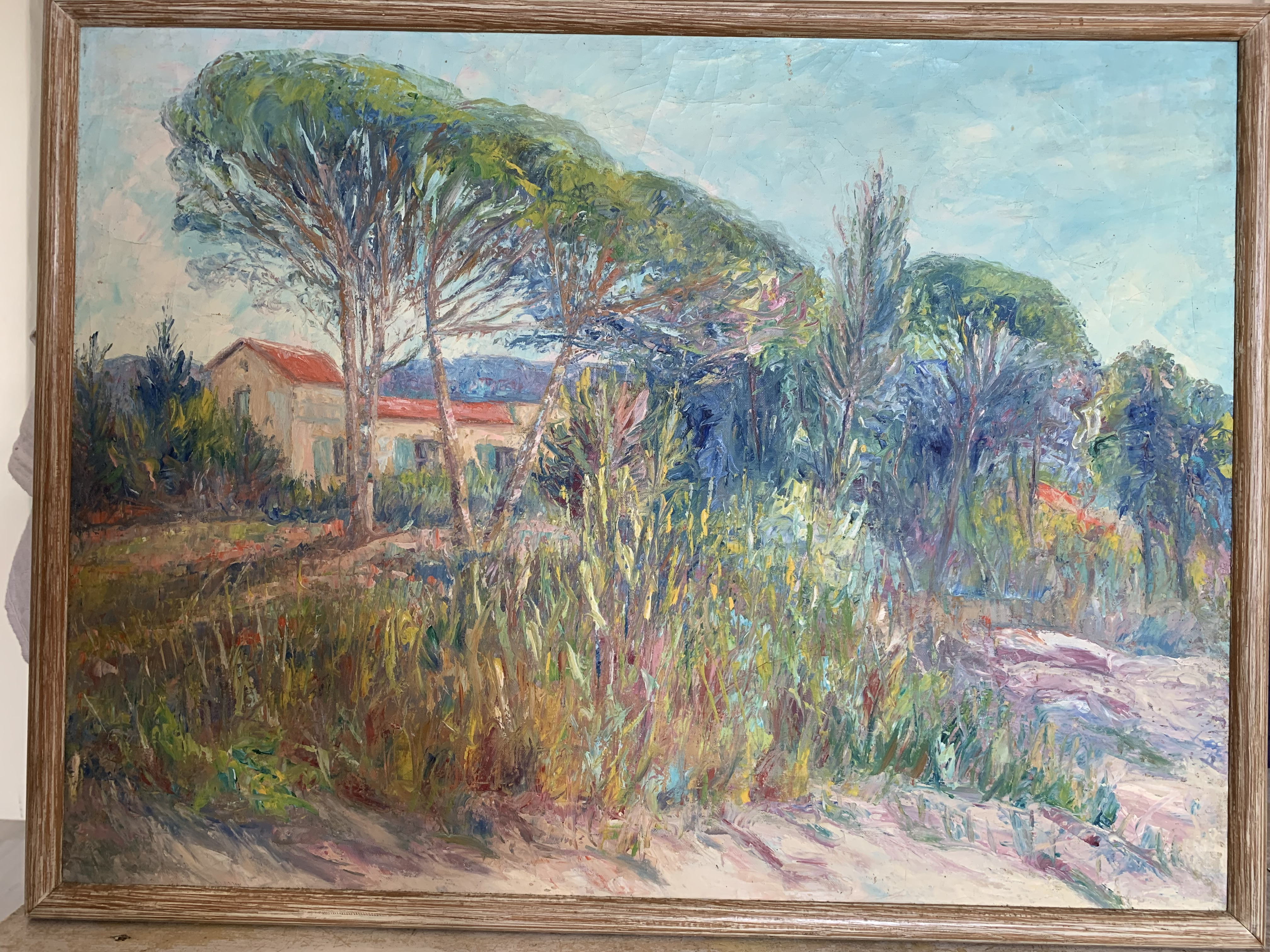
Paysage de Provence, vers 1962-1965, huile sur toile

Paul Maïk était un peintre prolifique qui a laissé un œuvre important de dessins, de gouaches et de peintures.
Il était également violoncelliste, et un excellent patineur sur glace.
Il s’éteint le 15 septembre 1985 à La Ruche.

## Littérature
- Jeanine Warnod: La Ruche & Montparnasse, le chapitre « Moryce Lipsi et Paul Maïk, joyeux et infatiguables », Exclusivité Weber, Genève/Paris, 1978.
- Montparnasse et le XIVe arrondissement, sous la dir. de Gilles-Antoine Langlois, Action artistique de la Ville de Paris, Paris, 2000.